# Szatmári István (színművész)
Szatmári István, olykor Szathmáry, Szathmári (Budapest, 1925. július 30. – Budapest, 1988. december 28.) magyar színész, érdemes művész. Felesége Szatmári Liza színművésznő volt.

## Életpályája

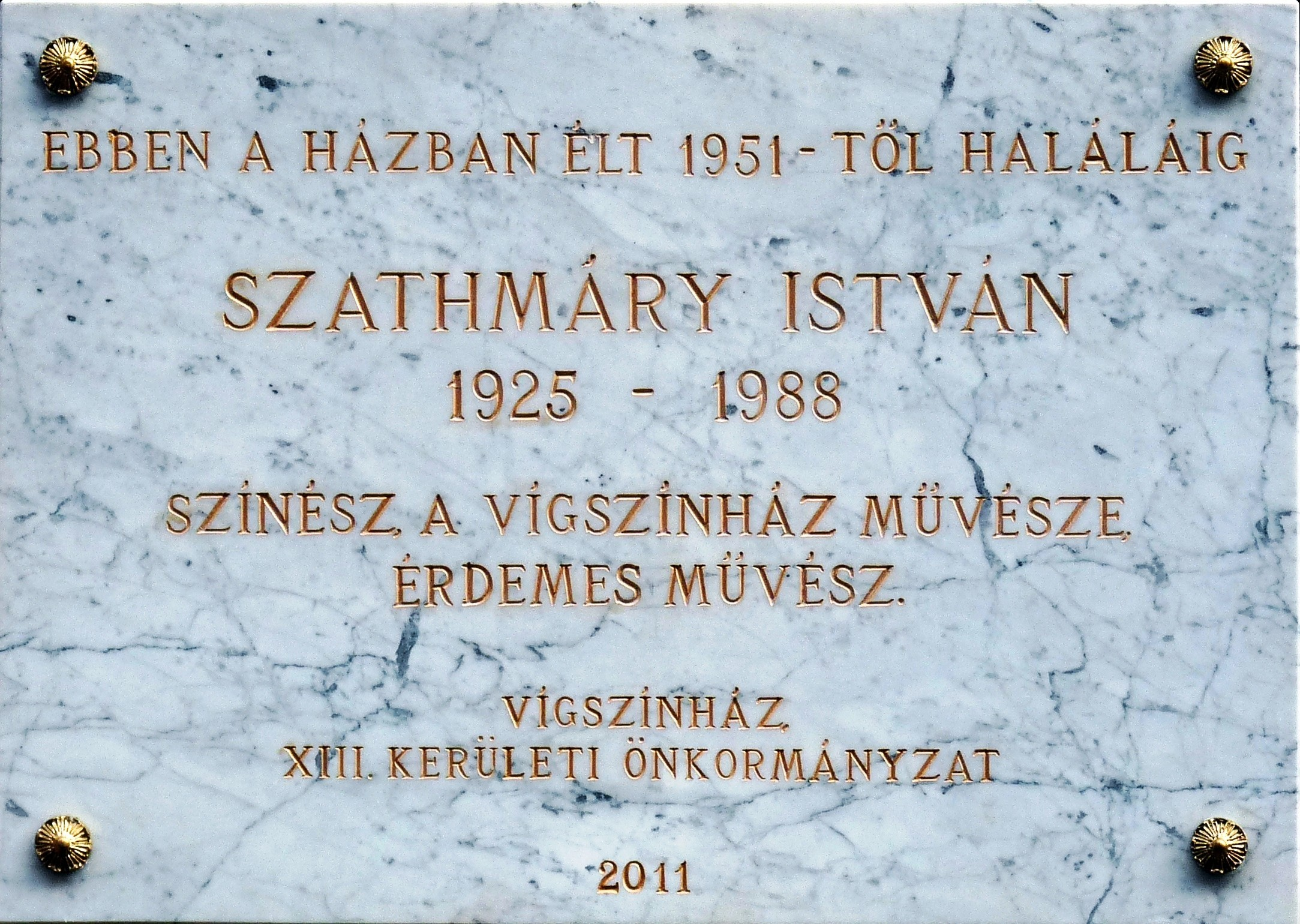
Emléktáblája egykori lakhelyén
(XIII. ker., Radnóti Miklós u. 19/b)

1947-ben végezte el a Színművészeti Akadémiát, és karrierje a Nemzeti Színházban indult. 1947–1949 között a szegedi Nemzetibe szerződött, ám visszatért első társulatához. 1951-től haláláig a Magyar Néphadsereg Színháza a későbbi Vígszínház tagja volt. 1976-ban tagságágnak 25. évfordulója alkalmával arany pecsétgyűrűvel jutalmazták hűségét. Szatmári elsősorban epizodistaként aratott nagy sikereket, és tehetségét a színpadon túl több filmben és tévéjátékban is kamatoztatta – így például a Szomszédokban is szerepelt rövid ideig (15 fejezetben) mint Szöllősy Pál fogorvos.

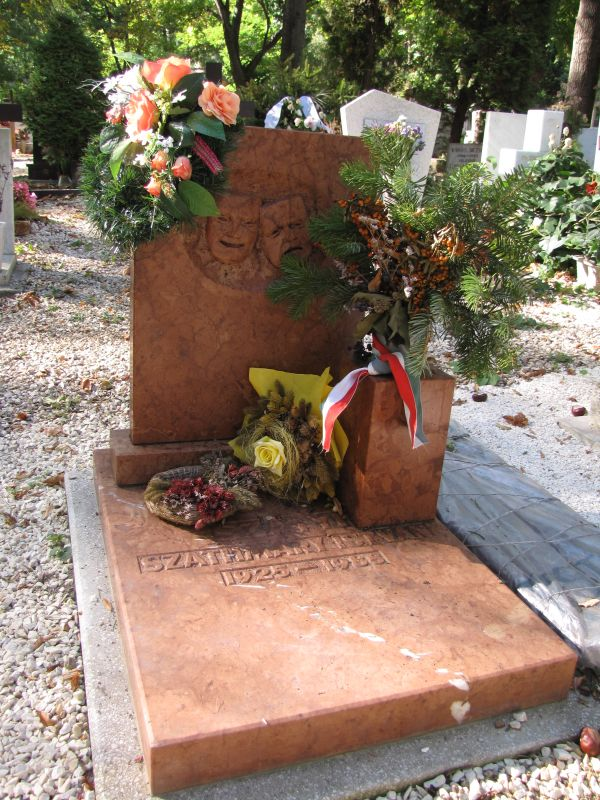
Szatmári István sírja a Farkasréti temetőben: 2/8-1-138

Rendszeresen publikált a Film Színház Muzsika című folyóiratban, a Mestersége színész című műsor számára 11 riportot készített kollégáival. Írásai halála után megjelentek A kis csillag is csillag című kötetben.

## Díjak, elismerések
- Hegedűs Gyula-emlékgyűrű (1971)
- Érdemes művész (1988)

## Főbb színházi szerepei
- Katona József: Bánk bán... Ottó, merániai herceg
- Alekszandr Nyikolajevics Osztrovszkij: Erdő... Bulanov
- Mesterházi Lajos: Pesti emberek... Deske
- Friedrich Dürrenmatt: Az öreg hölgy látogatása... Főkomornyik
- Johann Wolfgang von Goethe: Faust... Wagner
- Szigligeti Ede: II. Rákóczi Ferenc fogsága... Lehmann
- Karinthy Frigyes: Kolumbuc tojása... Kolumbuc Kristóf
- Neil Simon: Furcsa pár... Vinnie
- Bertolt Brecht: Szókratész tüskéje... Szókratész
- Tennessee Williams: A vágy villamosa... Orvos
- Arthur Miller: Az ügynök halála... Charley
- Zerkovitz Béla: Csókos asszony... Kükülleiné
- Roger Vitrac: Viktor, vagy a gyerekuralom... Doktor

## Hangjátékok
- Bán Pál-Kállai István: Segíteni nem szégyen (1952)
- Erdődy János: A korona rabszolgái (1957)
- Hegedüs Géza: Szerelem a fűzfák alatt (1957)
- Jókai Mór: Lunátikus Debrecenben (1958)
- Lev Tolsztoj: Feltámadás (1958)
- Vörösmarty Mihály: Csongor és Tünde (1958)
- Émile Zola: Tisztes úriház (1959)
- Varga Imre: Az a május (1959)
- Dold-Mihajlik: Ordasok között (1961)
- Nyikolajeva-Geraszimov: Útközben (1961)
- Vidor Miklós: A meglepetés (1961)
- William Shakespeare: Rómeó és Júlia (1961)
- Jules Verne: A Begum 500 milliója (1962)
- Karinthy Ferenc: Hátország (1964)
- Mikszáth Kálmán: Két választás Magyarországon (1964)
- Bokor Péter: Elloptak egy Nobel-díjat (1965)
- Obrenovics, Alexandar: Don Juan visszatér (1965)
- Mihail Solohov: Csendes Don (1967)
- Túri András-Magyar Vilma: Prágai János ezredes (1967)
- Bozó László: Gyilkosság a sztriptízbárban (1968)
- Giles Cooper: A sültgalamb (1968)
- Metta V. Viktor: Egy komisz kölök naplója (1968)
- Rejtő Jenő: Barbara tejbár (1968)
- Horváth Gyula: Az élet nem sláger! (1969)
- Claude Ollier: Merénylet egyenes adásban (1970)
- Macskajáték (1972) rádiós közvetítés
- Alfred Döblin: Berlin-Alexanderplatz (1973)
- E.T.A. Hoffmann: Gőzölög a cikóriakávé...! (1974)
- Gyárfás Miklós: Szívdobogás a cseresznyefa alatt (1974)
- René de Obaldia: A vak könnyei (1974)
- Jókai Mór: Az új földesúr (1975)
- Mándy Iván: Ha köztünk vagy, Holman Endre (1975)
- Mihail Bulgakov: A Mester és Margarita (1976)
- Erich Kästner: Három ember a hóban (1976)
- Gyárfás Endre: Buddha (1977)
- John Arden: Zsákos ember terhe (1977)
- Tarbay Ede: Eső-lesők (1977)
- Charles Dickens: Copperfield Dávid (1979)
- Zygmunt Kraszinski: Istentelen színjáték (1979)
- Mándy Iván: A tengerbe esett férfi (1980)
- Gyenes György: Kettős csavar (1981)
- Lev Tolsztoj: A sötétség hatalma (1981)
- Antoine de Saint-Exupéry: A kis herceg (1981)
- Aszlányi Károly: Kalandos vakáció (1982)
- Bárány Tamás: Egy boldog família (1983)
- Georges-Emmanuel Clancier: Tétova szeretők (1984)
- Móra Ferenc: A rab ember fiai (1984)
- Edgar Wallace: Fecsegő felügyelő esetei (1984)
- Ördögh Szilveszter: Jövőnk árnya (1984)
- Gozsdu Elek: A félisten (1985)
- Gyárfás Endre: Forgattam kormányt és tollat (1985)
- Odze György: Kalapácssirató (1985)
- Remenyik Zsigmond: Kard és kocka (1985)
- George Bernard Shaw: Az orvos dilemmája (1985)
- Markovits Ferenc: Láttál-e roppant fényt a magasban? (1986)
- Traven: Halálhajó (1986)
- Jákovosz Kambanélisz: Sok hűhó Rodoszért (1987)
- William Butler Yeats: A színészkirálynő (1987)

## Filmjei

### Játékfilmek
- Becsület és dicsőség (1951) – Luckó, Lugusiék fia
- Déryné (1951)
- Erkel (1952)
- A harag napja (1953)
- Föltámadott a tenger 1-2. (1953) – Küldönc
- Kiskrajcár (1953) – Venyige
- Mint a szemünk fényére (1953, rövid játékfilm)
- Az élet hídja (1955)
- Gábor diák (1955)
- Két vallomás (1957) – Nyomozó
- Tegnap (1958)
- A kilencvennégyes tartálykocsi (1962, rövid játékfilm)
- Fotó Háber (1963) – Rendőrtiszt I.
- Meztelen diplomata (1963) – Bármixer
- Másfél millió (1964) – OTP megbízott
- Az özvegy és a százados (1967) – Egyik veszekedő munkatárs a gyárban
- Sellő a pecsétgyűrűn 1-2. (1967) – Rendőrfogalmazó
- A hamis Izabella (1968)
- A holtak visszajárnak (1968)
- Hazai pálya (1968)
- Szeretnék csákót csinálni (1968, rövid játékfilm) – Hivatalnok
- Mérsékelt égöv (1970) – Vadász VI.
- Szemtől szemben (1970)
- A halhatatlan légiós, akit csak Péhovardnak hívtak (1971) – Müller titkára / Mr. Wilkie
- A legszebb férfikor (1971) – Fotóriporter
- Emberrablás magyar módra (1972)
- Hekus lettem (1972) – Betörő II.
- Fekete gyémántok 1-2. (1976) – Gruber
- Mese habbal (1979) – Cassius munkatársa
- Kojak Budapesten (1980)
- A remény joga (1981)
- Te rongyos élet (1983) – Felügyelő
- Banánhéjkeringő (1986) – Sabján Kis Aladár, tsz-elnök

### Tévéfilmek, televíziós sorozatok
- Sakknovella (1959) – Utaskísérő
- Az államügyész (1960)
- Menekülés a börtönbe (1961) – Nyomozó
- Kodály Zoltán: Háry János (1962) – Diák
- Hotel Germánia (1962) – Horst
- A Tenkes kapitánya (1963) – Labanc tiszt
- Az attasé lánya (1963) – Tanár
- Mátyás király Debrecenben (1964)
- Példázat 1-3. (1964) – Lénert
- Tudni illik,  hogy mi illik… (1964) – Tanársegéd
- Princ, a katona (1966) – Budapesti helyőrség ügyeletestiszt
- A nagy kombinátor (1967)
- Az aranykesztyű lovagjai 1-5. (1968)
- Szende szélhámosok (1968)
- Nebáncsvirág (1969) – Rendező
- Egy óra múlva itt vagyok… (1971) – Dragos nyomozó
- Emberrablás magyar módra (1972)
- Kiskirályok 1-2. (1972)
- Széplányok sisakban (1972)
- Az elsőszülött (1973)
- Keménykalap és krumpliorr 1-4. (1973)
- Két fiú ült egy padon (1973)
- Vivát, Benyovszky! (1973)
- Zenés TV Színház (1973-1983)

- A szüzek városa (1973)
- Egy csók és más semmi (1975) – Dr. Szepes, ügyvéd
- Osztrigás Mici (1983) – Abbé
- Felelet 1-8. (1974)
- Ficzek úr (1974)
- Keresztút (1974) – Ligeti
- Valaki (1974) – Vendéglős
- Nincs többé férfi (1975) – Egon
- A 78-as autóbusz útvonala – Kis kitérővel (1976) – Utas IV.
- Luther Márton és Münzer Tamás (1976)
- R.U.R. (1976) – Damon
- A leváltott és a kinevezett (1977) – Idő tudós
- Bolondok bálja (1977) – Rátóti lakos
- Holnap is élünk (1977) – Főnök
- Petőfi (1977)
- A mama (1978) – János, inas és kertész
- A miniszterelnök (1978)
- A Zebegényiek (1978)
- Ítélet előtt – 9. rész: Kezdők (1978) – Virág Mátyás
- Saroküzlet (1978)
- Váljunk el! (1978)
- Fegyverletétel (1979) – Filippovics
- Sértés (1979 [1982 mozifilmként]) – Csukalov
- Nők apróban (1980) – Válóperes bíró
- Gyilkosság a 31. emeleten (1981)
- Megbízható úriember (1981)[5] – Rendőrtiszt
- P. Hovard. Írta: Rejtő Jenő (1981) – Hoggárd
- Tündér Lala (1981) – Szék (hang)
- A helytartó (1982)
- A rágalom iskolája (1983) – Rowley mester
- Aranykor (1983)
- Foltyn zeneszerző élete és munkássága (1983)
- Történetek a vonaton (1983)
- Rafinált bűnösök (1984)[6] – A nyomozóiroda vezetője
- Kémeri 1-5. (1985) – Szélsőséges politikus
- Széchenyi napjai (1985) – Lord Proctor
- Börtönkarrier (1986)
- Linda II. (1986) – Szeberényi, professzor az egyetemen
- Az öreg tekintetes (1987)
- Névtelen levelek (1987)
- Szomszédok (1987) – Dr. Szöllősy Pál (16 részben)
- A nagy varázslat (1988) – Gregorio

### Rajz- és bábfilmek
- Frakk, a macskák réme I. (1971) – Egbert (hang)
- Mekk Elek, az ezermester (1973) – Holló Károly (hang)
- A legkisebb ugrifüles (1975-1976) – Vakond (+ Bárány Frigyes, Tyll Attila) (hang)
- Vakáción a Mézga család (1978) – Bill járőr (hang)
- Pityke (1979) – További szereplők (hang)
- Kérem a következőt! III. (1983) – Szamár Márton (+ Tyll Attila, Verebély Iván) (hang)
- Macskafogó (1986) – Fushimisi professzor (hang)

## Szinkronszerepei

### Filmek
| Év   | Cím                                                                          | Szereplő                              | Színész                   | Szinkron év |
| ---- | ---------------------------------------------------------------------------- | ------------------------------------- | ------------------------- | ----------- |
| 1930 | Kis Cézár                                                                    | De Voss                               | Armand Kaliz              | 1980        |
| 1933 | A revizor                                                                    | Pjotr Ivanovics Dobcsinszkij          | Alois Dvorský             | 1983        |
| 1934 | Tarzan 02.: Tarzan és asszonya (1. magyar szinkron)                          | Beamish                               | Forrester Harvey          | 1979        |
| 1935 | Eladó kísértet                                                               | N/A                                   | N/A                       | 1979        |
| 1935 | Szentivánéji álom                                                            | N/A                                   | N/A                       | 1962        |
| 1937 | A dublőz                                                                     | Junior Pettypacker                    | J. C. Nugent              | 1979        |
| 1938 | Robin Hood kalandjai (1. magyar szinkron)                                    | N/A                                   | N/A                       | 1980        |
| 1938 | Saint-Agil-i menekültek (1. magyar szinkron)                                 | N/A                                   | N/A                       | 1980        |
| 1938 | Viborgi városrész                                                            | N/A                                   | N/A                       | 1952        |
| 1939 | Becsületből elégtelen (2. magyar szinkron)                                   | Diz Moore                             | Thomas Mitchell           | 1984        |
| 1939 | Óz, a csodák csodája (2. magyar szinkron)                                    | Hunk / Madárijesztő                   | Ray Bolger                | 1976        |
| 1939 | Szerelem és vérpad                                                           | N/A                                   | N/A                       | 1968        |
| 1940 | A Manderley-ház asszonya                                                     | Ben                                   | Leonard Carey             | 1978        |
| 1940 | Ritmus a folyón                                                              | N/A                                   | N/A                       | 1979        |
| 1940 | Waterloo Bridge                                                              | Barnes, inas                          | David Clyde               | 1972        |
| 1941 | Aranypolgár (1. magyar szinkron)                                             | James W. Gettys                       | Ray Collins               | 1981        |
| 1941 | Modern Pimpernel                                                             | Zigor                                 | Roddy Hughes              | 1979        |
| 1942 | Lenni vagy nem lenni (2. magyar szinkron)                                    | Bronski                               | Tom Dugan                 | 1979        |
| 1943 | Kétszemélyes nagyzenekar (1. magyar szinkron)                                | N/A                                   | N/A                       | 1980        |
| 1944 | A hetedik kereszt (2. magyar szinkron)                                       | Fiedler                               | Paul Guilfoyle            | 1985        |
| 1945 | Stan és Pan, a torreádorok (1. magyar szinkron)                              | N/A                                   | N/A                       | 1979        |
| 1946 | A félkegyelmű                                                                | N/A                                   | N/A                       | 1973        |
| 1946 | A hosszú álom (1. magyar szinkron)                                           | Sidney, Mars szolgálója               | Tom Fadden                | 1979        |
| 1946 | Még öt perc az élet                                                          | N/A                                   | N/A                       | 1976        |
| 1947 | A pármai kolostor                                                            | Rassi, rendőrfőnök                    | Lucien Coëdel             | 1980        |
| 1947 | Hallgatni arany                                                              | N/A                                   | N/A                       | 1979        |
| 1947 | Senki nem tud semmit                                                         | Fritz Heinecke                        | Eduard Linkers            | 1981        |
| 1948 | Külügyi szívügyek                                                            | N/A                                   | N/A                       | 1980        |
| 1948 | Szent Johanna (1. magyar szinkron)                                           | N/A                                   | N/A                       | 1978        |
| 1949 | A bátor Bonifác                                                              | Charlie                               | Andrex                    | 1974        |
| 1949 | A tökéletes titkárnő                                                         | N/A                                   | N/A                       | 1965        |
| 1949 | Lúdas Matyi                                                                  | Nyegriczky Bálint                     | Bozóky István             | 1961        |
| 1949 | Milliomos úr szerelmes                                                       | Bolton                                | Bohumil Machník           | 1982        |
| 1949 | Öt piros tulipán                                                             | N/A                                   | N/A                       | 1976        |
| 1950 | Holnap már késő                                                              | N/A                                   | N/A                       | 1981        |
| 1950 | Pánik az utcán                                                               | N/A                                   | N/A                       | 1980        |
| 1950 | Rémület a színpadon                                                          | N/A                                   | N/A                       | 1969        |
| 1951 | A sorompók lezárulnak (1. magyar szinkron)                                   | Mentős #2                             | N/A                       | 1980        |
| 1951 | A faljáró (1. magyar szinkron)                                               | N/A                                   | N/A                       | 1971        |
| 1951 | Az alvajáró Bonifác (1. magyar szinkron)                                     | N/A                                   | N/A                       | 1974        |
| 1951 | Göröngyös légi utak                                                          | N/A                                   | N/A                       | 1980        |
| 1951 | Szépek szépe (1. magyar szinkron)                                            | N/A                                   | N/A                       | 1981        |
| 1952 | Élni                                                                         | N/A                                   | N/A                       | 1976        |
| 1952 | Jó napot, elefánt!                                                           | Sabu alkalmazottja                    | N/A                       | 1978        |
| 1952 | Pickwick Klub                                                                | N/A                                   | N/A                       | 1965        |
| 1953 | Két éjszaka Kleopátrával                                                     | Geus                                  | N/A                       | 1981        |
| 1954 | Husz János                                                                   | N/A                                   | N/A                       | 1956        |
| 1954 | Kár, hogy bestia (2. magyar szinkron)                                        | Férfi a kapualjban                    | N/A                       | 1979        |
| 1954 | Kenyér, szerelem, féltékenység (2. magyar szinkron)                          | Ricuccio                              | Gigi Reder                | 1978        |
| 1954 | Kopogd le a fán!                                                             | Köcsög                                | Philip Van Zandt          | 1973        |
| 1954 | Mulató a Montmartre-on (2. magyar szinkron)                                  | Rendőrfelügyelő                       | René-Jean Chauffard       | 1980        |
| 1955 | 420-as urak                                                                  | N/A                                   | N/A                       | 1976        |
| 1955 | A világ legszebb asszonya                                                    | Bertrand tábornok                     | N/A                       | 1980        |
| 1955 | Kenyér, szerelem és… (1. magyar szinkron)                                    | Rendőr                                | N/A                       | 1978        |
| 1955 | Simon és Laura                                                               | N/A                                   | N/A                       | 1969        |
| 1956 | Az esőkabátos ember                                                          | N/A                                   | N/A                       | 1980        |
| 1956 | Átkozott kölyök                                                              | Bőröndös férfi                        | Darry Cowl                | 1971        |
| 1958 | La Tour színre lép (1. magyar szinkron)                                      | N/A                                   | N/A                       | 1982        |
| 1958 | Montparnasse 19 (1. magyar szinkron)                                         | N/A                                   | N/A                       | 1972        |
| 1959 | A púpos (1. magyar szinkron)                                                 | N/A                                   | N/A                       | 1970        |
| 1959 | Az énekes csavargó                                                           | N/A                                   | N/A                       | 1980        |
| 1959 | Az iskolások útja (2. magyar szinkron)                                       | Lollivier                             | Christian Lude            | 1985        |
| 1959 | Ben Hur (1. magyar szinkron)                                                 | Orvos                                 | John Le Mesurier          | 1982        |
| 1959 | Ben Hur (1. magyar szinkron)                                                 | Zsidó a népszámláláskor               | N/A                       | 1982        |
| 1959 | Charley nénje                                                                | N/A                                   | N/A                       | 1977        |
| 1959 | Egy gyilkosság anatómiája                                                    | Lloyd Burke                           | Joseph Kearns             | 1985        |
| 1959 | Emberi sors (1. magyar szinkron)                                             | Német katona a táborban               | N/A                       | 1959        |
| 1959 | Tűz a Dunán                                                                  | N/A                                   | N/A                       | 1960        |
| 1959 | Van, aki forrón szereti (1. magyar szinkron)                                 | Sig Poliakoff                         | Billy Gray                | 1971        |
| 1960 | Aki szelet vet (2. magyar szinkron)                                          | George Sillers, esküdt                | Gordon Polk               | 1973        |
| 1960 | Az álnok papagáj                                                             | Bertie Skidmore                       | Brian Rix                 | 1964        |
| 1960 | Az utolsó tanú (2. magyar szinkron)                                          | N/A                                   | N/A                       | 1973        |
| 1960 | Egy éjszaka története                                                        | N/A                                   | N/A                       | 1980        |
| 1960 | Éjféli csipke (1. magyar szinkron)                                           | N/A                                   | N/A                       | 1973        |
| 1960 | Kísértetkastély Spessartban                                                  | N/A                                   | N/A                       | 1973        |
| 1960 | Mindenki haza (2. magyar szinkron)                                           | N/A                                   | N/A                       | 1982        |
| 1960 | Orvos válaszúton                                                             | N/A                                   | N/A                       | 1961        |
| 1960 | Rutledge őrmester                                                            | N/A                                   | N/A                       | 1981        |
| 1960 | Urak szövetsége                                                              | N/A                                   | N/A                       | 1967        |
| 1961 | A világ minden aranya (2. magyar szinkron)                                   | Alfred                                | Alfred Adam               | 1983        |
| 1961 | Álom luxuskivitelben (1. magyar szinkron)                                    | N/A                                   | N/A                       | 1973        |
| 1961 | Csak ketten játszhatják (3. magyar szinkron)                                 | Ieuan Jenkins                         | Kenneth Griffith          | 1983        |
| 1961 | Malachiás csodája                                                            | N/A                                   | N/A                       | 1962        |
| 1961 | Párizs járdáin                                                               | N/A                                   | N/A                       | 1963        |
| 1962 | A maffia parancsára (2. magyar szinkron)                                     | Búcsúzó férfi a vonatállomáson        | N/A                       | 1978        |
| 1962 | Boccaccio ’70                                                                | N/A                                   | N/A                       | 1981        |
| 1962 | Kékszakáll                                                                   | N/A                                   | N/A                       | 1980        |
| 1962 | Lázadó hajó                                                                  | Kilpatrick                            | Nigel Stock               | 1982        |
| 1962 | Kilenc óra Ráma oltáráig                                                     | N/A                                   | N/A                       | 1977        |
| 1962 | Mi történt Baby Jane-nel?                                                    | N/A                                   | N/A                       | 1985        |
| 1962 | Párbaj a szigeten                                                            | N/A                                   | N/A                       | 1976        |
| 1963 | Az igazságszolgáltatás nevében                                               | N/A                                   | N/A                       | 1984        |
| 1963 | Irma, te édes (1. magyar szinkron)                                           | Jack Casanova                         | Jack Sahakian             | 1973        |
| 1963 | Kleopátra (1. magyar szinkron)                                               | N/A                                   | N/A                       | 1977        |
| 1963 | Keressétek a bálványt!                                                       | Kerítést festő férfi                  | N/A                       | 1974        |
| 1963 | Madarak                                                                      | Utazó                                 | Joe Mantell               | 1984        |
| 1963 | Méhkirálynő                                                                  | Lorenzo atya                          | Polidor                   | 1980        |
| 1963 | Nyári vakáció                                                                | Wrightmore                            | Nicholas Phipps           | 1980        |
| 1963 | Rocambole                                                                    | N/A                                   | N/A                       | 1981        |
| 1963 | Tom Jones                                                                    | N/A                                   | N/A                       | 1976        |
| 1964 | A bárány                                                                     | Dalmann                               | Hans Schalla              | 1975        |
| 1964 | Antoin Bigut elrablása                                                       | Mario                                 | Michel de Ré              | 1968        |
| 1964 | Cyrano és D’Artagnan (1. magyar szinkron)                                    | N/A                                   | N/A                       | 1982        |
| 1964 | Kemény fickók                                                                | N/A                                   | N/A                       | 1978        |
| 1965 | A rendkívüli osztály (2. magyar szinkron)                                    | N/A                                   | N/A                       | 1975        |
| 1965 | A Sárkány                                                                    | N/A                                   | N/A                       | 1973        |
| 1965 | A szárnyas Fifi (2. magyar szinkron)                                         | N/A                                   | N/A                       | 1979        |
| 1965 | Azok a csodálatos férfiak a repülő masináikban                               | Harry Popperwell                      | Tony Hancock              | 1977        |
| 1965 | Bolondok hajója (első-két magyar szinkron)                                   | Glocken, a törpe                      | Michael Dunn              | 1969        |
| 1965 | Bolondok hajója (első-két magyar szinkron)                                   | Glocken, a törpe                      | Michael Dunn              | 1976        |
| 1965 | Fantomas visszatér                                                           | Pszichiátriai klinika igazgatója      | Jean Michaud              | 1983        |
| 1965 | Káprázat (1. magyar szinkron)                                                | Lester                                | Jack Weston               | 1984        |
| 1965 | Marco Polo                                                                   | N/A                                   | N/A                       | 1976        |
| 1965 | Párizs augusztusban                                                          | N/A                                   | N/A                       | 1975        |
| 1965 | Verseny a javából                                                            | Börtönőr                              | John Truax                | 1977        |
| 1966 | A bűntény majdnem sikerült                                                   | Salah                                 | Luciano Pigozzi           | 1968        |
| 1966 | A tábornokok éjszakája                                                       | Kahlenberg tábornok                   | Donald Pleasence          | 1982        |
| 1966 | Brancaleone ármádiája                                                        | N/A                                   | N/A                       | 1983        |
| 1966 | Egymillió karátos ötlet, avagy a Róka nyomában (1. magyar szinkron)          | Recepciós                             | N/A                       | 1978        |
| 1966 | Kaleidoszkóp (1. magyar szinkron)                                            | N/A                                   | N/A                       | 1975        |
| 1966 | Maigret legnagyobb esete                                                     | N/A                                   | N/A                       | 1969        |
| 1966 | Surcouf – A hét tenger ördöge                                                | N/A                                   | N/A                       | 1974        |
| 1966 | Szüzet a hercegnek!                                                          | N/A                                   | N/A                       | 1976        |
| 1966 | Üldözött vad                                                                 | Nanche                                | Marc Fayolle              | 1969        |
| 1967 | A négyes labor őrültje                                                       | Marchand                              | Robert Dalban             | 1982        |
| 1967 | A piszkos tizenkettő                                                         | Fredericks őrmester                   | Ken Wayne                 | 1983        |
| 1967 | A tigris (1. magyar szinkron)                                                | Tazio                                 | Fiorenzo Fiorentini       | 1981        |
| 1967 | Claire                                                                       | Buzzi                                 | Jan Andreff               | 1974        |
| 1968 | A bostoni fojtogató                                                          | N/A                                   | N/A                       | 1970        |
| 1968 | A nagyon szomorú királylány (1. magyar szinkron)                             | N/A                                   | N/A                       | 1974        |
| 1968 | Az Angyal elrablása (1. magyar szinkron)                                     | Püspök                                | Nicholas Smith            | 1978        |
| 1968 | Az Angyal – VI/15-16. rész: Az Angyal vérbosszúja 1-2. (1. magyar szinkron)  | Hotelrecepciós                        | Charles Houston           | 1970        |
| 1968 | Az Olsen-banda 01.: Olsen bandája (1. magyar szinkron)                       | N/A                                   | N/A                       | 1970        |
| 1968 | Berta itt, Berta ott                                                         | N/A                                   | N/A                       | 1979        |
| 1968 | Bullitt – A San Franciscó-i zsaru (1. magyar szinkron)                       | Kórboncnok                            | N/A                       | 1986        |
| 1968 | Charly – Virágot Algernonnak (1. magyar szinkron)                            | N/A                                   | N/A                       | 1976        |
| 1968 | Estély habfürdővel (1. magyar szinkron)                                      | N/A                                   | N/A                       | 1978        |
| 1968 | Feketeszakáll szelleme                                                       | Virgil                                | Norman Grabowski          | 1970        |
| 1968 | Furcsa pár (3. magyar szinkron)                                              | Speed                                 | Larry Haines              | 1987        |
| 1968 | Madigan (1. magyar szinkron)                                                 | N/A                                   | N/A                       | 1976        |
| 1968 | Volt egyszer egy Vadnyugat (1. magyar szinkron)                              | Kocsmáros                             | Lionel Stander            | 1982        |
| 1969 | A jégsziget foglyai                                                          | N/A                                   | N/A                       | 1971        |
| 1969 | A kaktusz virága                                                             | Senor Arturo Sánchez                  | Vito Scotti               | 1971        |
| 1969 | A pénznek nincs szaga                                                        | Guillaume de Kerfuntel                | Noël Roquevert            | 1977        |
| 1969 | Egy királyi álom                                                             | Falconis                              | Peter Mamakos             | 1975        |
| 1969 | Mozigyilkos                                                                  | N/A                                   | N/A                       | 1981        |
| 1969 | Szerelmem, segíts!                                                           | N/A                                   | N/A                       | 1982        |
| 1970 | Bűn és bűnhődés                                                              | Koch                                  | Nyikolaj Figurovszkij     | 1970        |
| 1970 | Cromwell (2. magyar szinkron)                                                | Lord Essex                            | Charles Gray              | 1981        |
| 1970 | Darling Lili (1. magyar szinkron)                                            | Bedford                               | Bernard Kay               | 1980        |
| 1970 | Ismét átugrom a pocsolyákat                                                  | N/A                                   | N/A                       | 1971        |
| 1970 | Lány a levesemben (1. magyar szinkron)                                       | John                                  | John Comer                | 1980        |
| 1970 | Maigret felügyelő nyomoz – IV/3. rész: Maigret                               | Cageot                                | Andrex                    | 1978        |
| 1970 | Négy gyilkosság elég lesz, kedvesem!                                         | Rendőr #2                             | N/A                       | 1971        |
| 1970 | Salud, Marija!                                                               | N/A                                   | N/A                       | 1971        |
| 1970 | Sherlock Holmes magánélete (1. magyar szinkron)                              | Recepciós                             | Frank Thornton            | 1972        |
| 1971 | A rend gyilkosai                                                             | Saugeat                               | Roland Lesaffre           | 1972        |
| 1971 | A siker lovagjai                                                             | N/A                                   | N/A                       | 1973        |
| 1971 | Az Anderson-magnószalagok                                                    | Bingham                               | Max Showalter             | 1979        |
| 1971 | Az Androméda-törzs (1. magyar szinkron)                                      | Kórházigazgató                        | Paul Ballantyne           | 1973        |
| 1971 | Bohózat lőporral                                                             | Temetkezési vállalkozó                | N/A                       | 1982        |
| 1971 | Felszarvazták őfelségét! (1. magyar szinkron)                                | Don Salluste de Bazan, a miniszter    | Louis de Funès            | 1983        |
| 1971 | Jó megjelenésű ausztráliai feleséget keres (1. magyar szinkron)              | N/A                                   | N/A                       | 1973        |
| 1971 | Minden lében két kanál – 23. rész: A halálig, baby (2. magyar szinkron)      | John Hatton                           | Thorley Walters           | 1984        |
| 1971 | Mortadella (1. magyar szinkron)                                              | J. O’Henry                            | David Doyle               | 1978        |
| 1971 | Öreg rabló nem vén rabló                                                     | N/A                                   | N/A                       | 1973        |
| 1971 | Vásárra viszem a bőröd (1. magyar magyar szinkron)                           | N/A                                   | N/A                       | 1985        |
| 1972 | A császár új ruhája                                                          | N/A                                   | N/A                       | 1976        |
| 1972 | A hős                                                                        | Paula                                 | Adrian Feist              | 1977        |
| 1972 | A jelölt                                                                     | Kötekedő férfi a WC-ben               | George Meyer              | 1983        |
| 1972 | A teremtés koronája                                                          | N/A                                   | N/A                       | 1974        |
| 1972 | Az ötös számú vágóhíd (1. magyar szinkron)                                   | Wild Bob Cody                         | Roberts Blossom           | 1979        |
| 1972 | Bízzanak bennem!                                                             | Frédo, a második cinkos               | Claude Rollet             | 1975        |
| 1972 | Égő hó                                                                       | N/A                                   | N/A                       | 1974        |
| 1972 | Egy zsaru                                                                    | Férfi, akitől elloptak egy szobrot    | Jean Desailly             | 1985        |
| 1972 | Híres szökések – 4. rész: Latude, avagy a konok élniakarás                   | Saint-Marc                            | Jean-Pierre Darras        | 1974        |
| 1972 | Hogyan vadásznak nyulakra?                                                   | Bridois, a rendőrnyomozó              | Alexander Höller          | 1977        |
| 1972 | Jelszó: A puszták angyala                                                    | N/A                                   | N/A                       | 1973        |
| 1972 | Keresztül-kasul                                                              | N/A                                   | N/A                       | 1978        |
| 1972 | Kopernikusz                                                                  | N/A                                   | N/A                       | 1973        |
| 1972 | Latude, avagy a konok élniakarás                                             | Saint-Marc                            | Jean-Pierre Darras        | 1974        |
| 1972 | Magányos szívek                                                              | N/A                                   | N/A                       | 1977        |
| 1972 | Menyegző                                                                     | Nose                                  | Andrzej Szczepkowski      | 1973        |
| 1972 | Mindenki szép, mindenki kedves                                               | Elnök #3                              | N/A                       | 1974        |
| 1972 | Ostromállapot                                                                | A Parlament elnöke                    | N/A                       | 1974        |
| 1972 | Privalov milliói                                                             | Ivan Jakovlevics                      | Jevgenyij Jevsztyignyeev  | 1977        |
| 1972 | Rablás női módra                                                             | N/A                                   | N/A                       | 1980        |
| 1972 | Szalad, szalad a külváros                                                    | N/A                                   | N/A                       | 1974        |
| 1972 | Szent Teréz és az ördögök                                                    | N/A                                   | N/A                       | 1973        |
| 1973 | A hosszú búcsú (1. magyar szinkron)                                          | Dr. Verringer                         | Henry Gibson              | 1974        |
| 1973 | A rendőrség csak áll és néz                                                  | Zenoni                                | Gianni Bonagura           | 1975        |
| 1973 | A Sakál napja                                                                | Gozzi, a fegyverkovács                | Cyril Cusack              | 1981        |
| 1973 | Amarcord                                                                     | Filozófiatanár                        | Mauro Misul               | 1984        |
| 1973 | Az utolsó szolgálat                                                          | Első dartsozó a bárban                | N/A                       | 1975        |
| 1973 | Csalétek                                                                     | N/A                                   | N/A                       | 1978        |
| 1973 | Felismerés                                                                   | Karl Ludwig von Oster báró            | Olgert Kroders            | 1975        |
| 1973 | Ketten egy lányért                                                           | N/A                                   | N/A                       | 1974        |
| 1973 | Kojak és a Marcus – Nelson gyilkosságok (1. magyar szinkron)                 | Újságíró #2                           | N/A                       | 1981        |
| 1973 | Nehéz tizenegy embert találni                                                | N/A                                   | N/A                       | 1979        |
| 1973 | Olaszok hihetetlen kalandjai Leningrádban                                    | Rendőr a reptéren                     | N/A                       | 1975        |
| 1973 | Serpico                                                                      | Sidney Green rendőrfőnök              | John Randolph             | 1989        |
| 1974 | A kicsi kocsi újra száguld (1. magyar szinkron)                              | Doktor                                | Liam Dunn                 | 1984        |
| 1974 | A négy muskétás, avagy a lepel lehull (1. magyar szinkron)                   | XIII. Lajos francia király            | Daniel Ceccaldi           | 1977        |
| 1974 | A négy muskétás, avagy majd mi megmutatjuk, bíboros úr! (1. magyar szinkron) | XIII. Lajos francia király            | Daniel Ceccaldi           | 1977        |
| 1974 | A pofon                                                                      | Charvin                               | Michel Aumont             | 1977        |
| 1974 | A rendőrnő (1. magyar szinkron)                                              | Ideges férfi a buszon                 | N/A                       | 1976        |
| 1974 | Ahová lépek, ott fű nem terem                                                | Harry Welsinger                       | Clément Harari            | 1978        |
| 1974 | Autó                                                                         | Forgó papa                            | Gilles Legris             | 1974        |
| 1974 | Az előkelő alvilág                                                           | CB rádión beszélő férfi (hang)        | N/A                       | 1976        |
| 1974 | Bosszúvágy                                                                   | N/A                                   | N/A                       | 1980        |
| 1974 | Jó kis hecc                                                                  | N/A                                   | N/A                       | 1977        |
| 1974 | Kaspar Hauser                                                                | N/A                                   | N/A                       | 1986        |
| 1974 | Kínai negyed                                                                 | Russ Yelburton                        | John Hillerman            | 1979        |
| 1974 | Miért ölnek meg egy bírót? (1. magyar szinkron)                              | N/A                                   | N/A                       | 1976        |
| 1974 | Monte Cristo grófja (1. magyar szinkron)                                     | N/A                                   | N/A                       | 1980        |
| 1974 | Narancsszínű tüzek éjszakája                                                 | Jeřábek                               | Otto Lackovic             | 1976        |
| 1974 | Olcsó regény                                                                 | N/A                                   | N/A                       | 1976        |
| 1974 | Rózsaszín párduc 4.: A rózsaszín párduc visszatér (1. magyar szinkron)       | Sharky ezredes                        | Peter Arne                | 1983        |
| 1974 | Szenzáció! (1. magyar szinkron)                                              | Wilson                                | Noam Pitlik               | 1980        |
| 1974 | Ulzana                                                                       | N/A                                   | N/A                       | 1974        |
| 1974 | Váltságdíj                                                                   | Mr. Rollings                          | N/A                       | 1982        |
| 1975 | A szárnyas ember                                                             | Diggory Pearse                        | Jim Facer                 | 1978        |
| 1975 | A villámcsináló                                                              | N/A                                   | N/A                       | 1976        |
| 1975 | Drága kisfiam!                                                               | Nick                                  | Mina E. Mina              | 1975        |
| 1975 | Egyetlenem                                                                   | N/A                                   | N/A                       | 1977        |
| 1975 | Hallod-e a kutya ugatását?                                                   | N/A                                   | N/A                       | 1982        |
| 1975 | Illünk egymáshoz, drágám?                                                    | Vencl                                 | Vladimír Menšík           | 1976        |
| 1975 | Javíthatatlan (1. magyar szinkron)                                           | A miniszter                           | Michel Beaune             | 1978        |
| 1975 | Jenny Treibel asszony                                                        | N/A                                   | N/A                       | 1978        |
| 1975 | Lépés egymás felé                                                            | N/A                                   | N/A                       | 1979        |
| 1975 | Megtalálták a 7. századot                                                    | Tábornok #2                           | N/A                       | 1978        |
| 1975 | Napsugár fiúk (1. magyar szinkron)                                           | Férfi az utcán                        | Sammy Smith               | 1977        |
| 1975 | Pantaleon és a hölgyvendégek                                                 | Porfelio                              | N/A                       | 1979        |
| 1975 | Veszélyesen élni (1. magyar szinkron)                                        | Murdoc                                | Roger Blin                | 1986        |
| 1975 | Zsoldoskatona                                                                | Riccio da Milazzo, Miale bátyja       | Roy Bosier                | 1977        |
| 1976 | A régi típus                                                                 | N/A                                   | N/A                       | 1980        |
| 1976 | A tojásrántotta                                                              | Elnök                                 | Michael Lonsdale          | 1977        |
| 1976 | Az elveszett meccs                                                           | N/A                                   | N/A                       | 1981        |
| 1976 | Az ötcentes mozi (1. magyar szinkron)                                        | N/A                                   | N/A                       | 1981        |
| 1976 | Az úriemberek                                                                | Cool                                  | Clifford Rose             | 1980        |
| 1976 | Blöff (1. magyar szinkron)                                                   | Pincér                                | N/A                       | 1977        |
| 1976 | Fiacskám, én készültem! (1. magyar szinkron)                                 | Lapáček, kémiatanár                   | Frantisek Filipovský      | 1978        |
| 1976 | Hálózat (1. magyar szinkron)                                                 | Edward George Ruddy                   | William Prince            | 1986        |
| 1976 | Maraton életre-halálra                                                       | Erhard                                | Marc Lawrence             | 1985        |
| 1976 | Négyen a bank ellen                                                          | Hartmut Wredel                        | Walter Kohut              | 1987        |
| 1976 | Órarend holnapra                                                             | N/A                                   | N/A                       | 1979        |
| 1976 | Pons bácsi                                                                   | Camusot                               | Charles Charras           | 1979        |
| 1976 | Sebzett madarak                                                              | N/A                                   | N/A                       | 1978        |
| 1976 | Száguldás gyilkosságokkal (1. magyar szinkron)                               | Fegyveres férfi a használt autópiacon | Raymond Guth              | 1978        |
| 1977 | A milliomos                                                                  | Rendőr #1                             | N/A                       | 1978        |
| 1977 | A vágy titokzatos tárgya                                                     | Pszichológus                          | Piéral                    | 1979        |
| 1977 | Bizonyítási eljárás                                                          | N/A                                   | N/A                       | 1982        |
| 1977 | Csendes amerikai Prágában                                                    | N/A                                   | N/A                       | 1980        |
| 1977 | Csillagok háborúja IV. – Egy új remény (1. magyar szinkron)                  | C-3PO                                 | Anthony Daniels           | 1984        |
| 1977 | Glória                                                                       | N/A                                   | N/A                       | 1978        |
| 1977 | Goodbye és ámen                                                              | N/A                                   | N/A                       | 1978        |
| 1977 | Gulliver utazásai (1. magyar szinkron)                                       | Magas katona (hang)                   | N/A                       | 1977        |
| 1977 | Holnap felkelek, és leforrázom magam teával (1. magyar szinkron)             | Bauer                                 | Vlastimil Brodský         | 1980        |
| 1977 | Lidércnyomás                                                                 | N/A                                   | N/A                       | 1979        |
| 1977 | Vállalom, főnök!                                                             | Nyklícek                              | Jiří Lír                  | 1979        |
| 1977 | Visszajelzés                                                                 | Gleb Valerianovics Artyuskin          | Igor Dmitrijev            | 1979        |
| 1978 | 39 lépcsőfok (1. magyar szinkron)                                            | Fletcher                              | John Normington           | 1985        |
| 1978 | A cukor                                                                      | Berot elnök                           | Claude Piéplu             | 1980        |
| 1978 | A Galavljov család                                                           | Porfirij Vlagyimirovics               | Vlagyimir Kenyigszon      | 1984        |
| 1978 | Akit Buldózernek hívtak                                                      | Curatolo                              | Gigi Reder                | 1982        |
| 1978 | Egy végrendelet záradéka                                                     | N/A                                   | N/A                       | 1982        |
| 1978 | Földi űrutazás (1. magyar szinkron)                                          | Dr. Bergen                            | Darrell Zwerling          | 1980        |
| 1978 | Gutenberg                                                                    | N/A                                   | N/A                       | 1982        |
| 1978 | Ki öli meg Európa nagy konyhafőnökeit? (1. magyar szinkron)                  | Chappemain                            | Jacques Balutin           | 1979        |
| 1978 | Találkozás a tél végén                                                       | Toropov                               | Vszevolod Platov          | 1980        |
| 1978 | Zugügyvéd zavarban                                                           | Nicola Casali                         | Gennaro Di Napoli         | 1981        |
| 1979 | A herceg és a csillaglány                                                    | N/A                                   | N/A                       | 1981        |
| 1979 | A világ vége: Isztambul                                                      | N/A                                   | N/A                       | 1983        |
| 1979 | Egy elvált férfi ballépései (1. magyar szinkron)                             | Dan Ryan                              | MacIntyre Dixon           | 1982        |
| 1979 | Én a vízilovakkal vagyok                                                     | Ügyvéd                                | N/A                       | 1987        |
| 1979 | Hét januári nap                                                              | N/A                                   | N/A                       | 1981        |
| 1979 | I, mint Ikarusz                                                              | Nick Farnese                          | Henry Djanik              | 1981        |
| 1979 | Isten hozta, Mister!                                                         | Az elnök                              | Jack Warden               | 1984        |
| 1979 | IV. Henrik 1-2.                                                              | Hallga úr                             | Leslie French             | 1981        |
| 1979 | Languszta reggelire                                                          | Férfi a megállóban                    | Luciano Bonanni           | 1980        |
| 1979 | Lassú őrület                                                                 | Marcel                                | Maurice Biraud            | 1984        |
| 1979 | Mesés férfiak kurblival                                                      | N/A                                   | N/A                       | 1986        |
| 1979 | Start két keréken                                                            | A verseny közvetítője                 | David K. Blase            | 1980        |
| 1979 | V. Henrik                                                                    | VI. Károly, Franciaország királya     | Thorley Walters           | 1982        |
| 1980 | A lator                                                                      | N/A                                   | N/A                       | 1982        |
| 1980 | A lóvátett város                                                             | N/A                                   | N/A                       | 1982        |
| 1980 | A nagymama receptjei                                                         | N/A                                   | N/A                       | 1985        |
| 1980 | Aranyeső Yuccában                                                            | Mr. Robinson                          | Pino Patti                | 1985        |
| 1980 | Az utolsó metró                                                              | Merlin                                | Marcel Berbert            | 1983        |
| 1980 | Borivoje Surdilovic kalandos élete                                           | N/A                                   | N/A                       | 1982        |
| 1980 | Csillagok háborúja V. – A Birodalom visszavág (1. magyar szinkron)           | C-3PO                                 | Anthony Daniels           | 1981        |
| 1980 | Hamlet                                                                       | N/A                                   | N/A                       | 1981        |
| 1980 | Honda-lovag                                                                  | N/A                                   | N/A                       | 1982        |
| 1980 | Miért nem hívták Evanst?                                                     | Dr. Nicholson                         | Eric Porter               | 1982        |
| 1980 | Szabadlábon Velencében                                                       | Felügyelő                             | Enzo Guarini              | 1981        |
| 1980 | Szexis hétvége                                                               | Parker                                | Denholm Elliott           | 1982        |
| 1980 | Szuperzsaru                                                                  | Torpedo                               | Marc Lawrence             | 1982        |
| 1980 | Víkendház nélkül nem élet az élet                                            | N/A                                   | N/A                       | 1982        |
| 1981 | A koronatanú 1-3.                                                            | Stradella                             | Sergio Fiorentini         | 1987        |
| 1981 | A profi (1. magyar szinkron)                                                 | Miniszter                             | Jean Desailly             | 1982        |
| 1981 | Cupido nyilai                                                                | N/A                                   | N/A                       | 1985        |
| 1981 | Egy zsaru bőréért (1. magyar szinkron)                                       | Bachhoffer professzor                 | Jacques Rispal            | 1982        |
| 1981 | Ez igen! (1. magyar szinkron)                                                | Sir Alec                              | Charles Bruce Millholland | 1983        |
| 1981 | Ötszáz kád                                                                   | Ellenőrző                             | Nikola Simić              | 1986        |
| 1981 | Pereputty                                                                    | N/A                                   | N/A                       | 1984        |
| 1981 | Ragtime                                                                      | Alelnök                               | N/A                       | 1985        |
| 1981 | Segítség, felszarvaztak! (magyar szinkron)                                   | Franco Mauri, riporter                | N/A                       | 1984        |
| 1981 | Tű a szénakazalban                                                           | Portugál férfi                        | Michael Mellinger         | 1983        |
| 1981 | Tűzszekerek                                                                  | John Keddie ezredes                   | Gerry Slevin              | 1982        |
| 1981 | Vabank                                                                       | J.J. Dunczyk „Dánia”                  | Witold Pyrkosz            | 1983        |
| 1982 | A medvevadász                                                                | N/A                                   | N/A                       | 1985        |
| 1982 | A nők a vétkesek                                                             | Lafitte felügyelő                     | Erik Odev                 | 1985        |
| 1982 | Aranyoskám                                                                   | Les Nichols                           | Charles Durning           | 1984        |
| 1982 | Gandhi                                                                       | Kinnoch                               | Nigel Hawthorne           | 1984        |
| 1982 | Gandhi                                                                       | Indiai ügyész                         | Habib Tanveer             | 1984        |
| 1982 | Legkedvesebb évem                                                            | Morty bácsi                           | Lou Jacobi                | 1986        |
| 1982 | Valentina                                                                    | N/A                                   | N/A                       | 1986        |
| 1983 | A három obsitos                                                              | N/A                                   | N/A                       | 1985        |
| 1983 | A legyőzhetetlen Vutang                                                      | Japán főnök                           | Yang Yong                 | 1985        |
| 1983 | A nőstényfarkas kísértete                                                    | Goldberg doktor                       | Henryk Machalica          | 1984        |
| 1983 | Az örökség bajjal jár                                                        | N/A                                   | N/A                       | 1985        |
| 1983 | Lapok a kormányzósági életből                                                | N/A                                   | N/A                       | 1986        |
| 1983 | Lenni vagy nem lenni                                                         | Erhardt ezredes                       | Charles Durning           | 1985        |
| 1984 | Broadway Danny Rose                                                          | N/A                                   | N/A                       | 1986        |
| 1985 | Ellencsapás                                                                  | Konsztantin Rokosszovszkij            | Alekszandr Goloborogyko   | 1986        |
| 1985 | Vigyázat, életveszély!                                                       | Andrej Pavlovics Peredelkin           | Boriszlav Brondukov       | 1986        |
| 1986 | Hannah és nővérei (1. magyar szinkron)                                       | Mickey apja                           | Leo Postrel               | 1987        |
| 1987 | Hálószobaablak                                                               | Peters államügyész                    | Robert Schenkkan          | 1988        |

### Folytassa-sorozat
| Év   | Cím                                            | Szereplő            | Színész     | Szinkron év |
| ---- | ---------------------------------------------- | ------------------- | ----------- | ----------- |
| 1958 | Folytassa, nővér!                              | Mick, a küldönc     | Harry Locke | 1980        |
| 1970 | Folytassa a szerelmet! (1. magyar szinkron)    | Sidney Bliss        | Sid James   | 1980        |
| 1971 | Folytassa, ahogy tetszik! (1. magyar szinkron) | Sid Plummer         | Sid James   | 1981        |
| 1971 | Folytassa, Henry! (1. magyar szinkron)         | VIII. Henrik király | Sid James   | 1981        |
| 1972 | Folytassa, főnővér! (1. magyar szinkron)       | Sid Carter          | Sid James   | 1981        |

### Muppet Show
| Év   | Évad | Epizód | Epizódcím                          | Szereplő    | Szinkronhang | Szinkron év |
| ---- | ---- | ------ | ---------------------------------- | ----------- | ------------ | ----------- |
| 1976 | 1    | 1      | Juliet Prowse                      | Zoot (hang) | Dave Goelz   | 1979        |
| 1976 | 1    | 3      | Joel Grey                          | Zoot (hang) | Dave Goelz   | 1979        |
| 1976 | 1    | 12     | Peter Ustinov (1. magyar szinkron) | Zoot (hang) | Dave Goelz   | 1979        |
| 1976 | 1    | 13     | Bruce Forsyth                      | Zoot (hang) | Dave Goelz   | 1980        |
| 1977 | 2    | 16     | Cleo Laine                         | Zoot (hang) | Dave Goelz   | 1982        |
| 1979 | 4    | 6      | Linda Lavin                        | Zoot (hang) | Dave Goelz   | 1985        |
| 1979 | 4    | 14     | Liza Minnelli (1. magyar szinkron) | Zoot (hang) | Dave Goelz   | 1981        |
| 1979 | 4    | 15     | Anne Murray                        | Zoot (hang) | Dave Goelz   | 1982        |
| 1980 | 5    | 4      | Shirley Bassey                     | Zoot (hang) | Dave Goelz   | 1982        |

### Sorozatok
| Év   | Cím                                                 | Szereplő                         | Színész            | Szinkron év |
| ---- | --------------------------------------------------- | -------------------------------- | ------------------ | ----------- |
| 1967 | A Forsyte saga                                      | Jack Cardigan                    | Andrew Armour      | 1970        |
| 1967 | Lagardère lovag kalandjai 1-6. (1. magyar szinkron) | Philippe d’Orléans               | Raymond Gérôme     | 1977        |
| 1967 | Vidocq                                              | Flambert felügyelő               | Alain Mottet       | 1968        |
| 1971 | Porlepte históriák                                  | N/A                              | N/A                | 1976        |
| 1973 | A flamandok titka 1-4.                              | Battestini                       | Georges Rouquier   | 1975        |
| 1975 | A harmadik határ                                    | Walus                            | Jerzy Gralek       | 1975        |
| 1975 | Kurtizánok tündöklése és nyomorúsága                | Peyrade                          | François Valorbe   | 1977        |
| 1976 | A maláji tigris                                     | Dr. Kirby                        | Renzo Giovampietro | 1982        |
| 1976 | Gyökerek                                            | Evan Brent                       | Lloyd Bridges      | 1979        |
| 1976 | Rabszolgasors 1-15.                                 | Dr. Alceu Dias Bernardes         | Aguinaldo Rocha    | 1986        |
| 1977 | Nem kell mindig kaviár                              | RecepciósCsomagellenőrző         | N/A                | 1981        |
| 1977 | Washington zárt ajtók mögött 1-6.                   | Tucker Tallford                  | John Lehne         | 1979        |
| 1979 | Forró szél                                          | Borbélyüzlet korábbi tulajdonosa | N/A                | 1984        |
| 1982 | Fekete munka 1-5.                                   | Pap                              | Mike Hayden        | 1987        |
| 1982 | Nagyon különleges ügyosztály I.                     | Olson bácsi                      | Ed Williams        | 1987        |

### Rajzilmek
| Év   | Cím                                                            | Szereplő                                | Szinkronhang        | Szinkron év |
| ---- | -------------------------------------------------------------- | --------------------------------------- | ------------------- | ----------- |
| 1966 | Frédi, a csempész-rendész (1. magyar szinkron)                 | Taxis                                   | Mel Blanc           | 1978        |
| 1967 | A dzsungel könyve                                              | Majom #2                                | Skiles és Henderson | 1979        |
| 1969 | Csizmás Kandúr                                                 | Főkomornyik                             | N/A                 | 1976        |
| 1970 | Gáspár, a kovács                                               | N/A                                     | N/A                 | 1977        |
| 1975 | Hugó, a víziló                                                 | Udvari varázsló                         | Jesse Emmett        | 1975        |
| 1976 | Csizmás Kandúr a világ körül                                   | Tiszteletes                             | N/A                 | 1978        |
| 1977 | Tapsi Hapsi – Húsvéti különkiadás                              | Parfümbolt-tulajdonos (archív felvétel) | Mel Blanc           | 1986        |
| 1978 | Hárman Seholfalván                                             | Dödölle, a postás                       | Borisz Novikov      | 1981        |
| 1983 | A szeleniták titka, avagy utazás a Holdra (1. magyar szinkron) | Holdlakók királya                       | N/A                 | 1983        |

### Rajzfilmsorozatok
| Év        | Cím                                              | Szereplő          | Szinkronhang  | Szinkron év |
| --------- | ------------------------------------------------ | ----------------- | ------------- | ----------- |
| 1961-1964 | Frédi és Béni II-V. (1. magyar szinkron)         | További szereplők | N/A           | 1969-1980   |
| 1970      | A rózsaszín párduc show II. (1. magyar szinkron) | Charlie Chan      | Marvin Miller | 1986        |
| 1971      | Kengyelfutó gyalogkakukk (1. magyar szinkron)    | N/A               | N/A           | 1980-1983   |
| 1983      | 80 nap alatt a Föld körül Willy Foggal           | Bankár            | N/A           | 1986        |
| 1985      | Az elsüllyedt világok I.                         | Doktor Teszt      | N/A           | 1988        |

## Könyve
- A kis csillag is csillag (1989)